# 大正新脩大蔵経
大正新脩大蔵経（大正新脩大藏經、たいしょうしんしゅうだいぞうきょう）は、大正13年（1924年）から昭和9年（1934年）までの10年間をかけて日本の大正一切経刊行会が編纂した大蔵経。北宋代に蜀（四川省）で開版された漢訳大蔵経である『開宝蔵』を最もよく保存していた朝鮮海印寺の高麗大蔵経再彫本を底本としつつ、日本にあった各地・各種の漢訳仏典をすべて調査校合した民間人の手による「漢訳仏典の総集」といえるものである。大正大蔵経、大正蔵ともいう。
編纂責任者は、高楠順次郎、渡辺海旭、小野玄妙の3名。当時の仏教関係の大学研究者が一致協力し、校訂作業にあたった。
出版・刊行は大蔵出版が担っており、同社からは大正蔵を底本として新たな学術研究の成果を踏まえた現代日本語訳の大蔵経である『新国訳大蔵経』も、1990年代から刊行中である。大正蔵を底本とした他の日本語訳の大蔵経としては、大東出版社から「印度撰述部155巻」と「和漢撰述部100巻」が刊行されている、より文量・翻訳量が多く網羅性が高い『国訳一切経』がある（なお、その他の日本語訳大蔵経としては、日本の各宗派の需要が高い仏典だけに絞った、比較的小部の『国訳大蔵経』『昭和新纂国訳大蔵経』などがある）。
2008年、大蔵経テキストデータベース研究会によって『大正新脩大蔵経』テキストデータベースがインターネット上で公開された。

## 概要
17字詰29行3段組、各巻平均1,000ページになっている。正蔵（中国所伝）55巻、続蔵（日本撰述）30巻、別巻15巻（図像部12巻、昭和法宝総目録3巻）の全100巻からなり、漢訳の仏典の最高峰と呼ばれる。校訂不備が多いとの批判はあるものの、世界における仏教界や仏教研究に寄与している。
日本撰述の仏典に関しては主要なものだけであり、日本仏教を研究する場合には別の文献を参照する必要がある。
大正新脩大藏經は、各図書館のリファレンスブックに指定されているので、主な図書館は所蔵している。
近年では、東京大学の『大正新脩大藏經』テキストデータベース（SAT）や台北の中華電子佛典協會（CBETA）といったプロジェクトが、大正藏の電子テキスト化を推進している。それらは、一定の制約内ではありながら自由に使用できる。

## 構成
大乗経典の五部（般若・宝積・大集・華厳・涅槃）を筆頭に持ってくる伝統的な中国大蔵経の構成を廃し、近代仏教学の成果を踏まえて『阿含経』を筆頭に年代順・地域順に並べる構成となっている。通し番号は1から2920まで。
仏教関係論文に、しばしば「Txx-yyyz」とあるのは、大正蔵経のxx巻のyyyページz段の略である。
- インド撰述部（No1-No1692）
  - 阿含部（No1-No151）
  - 本縁部（No152-No219）
  - 般若部（No220-No261）
  - 法華部（No262-No277）
  - 華厳部（No278-No309）
  - 宝積部（No310-No373）
  - 涅槃部（No374-No396）
  - 大集部（No397-No424）
  - 経集部（No425-No847）
  - 密教部（No848-No1420）
  - 律部（No1421-No1504）
  - 釈経論部（No1505-No1535）
  - 毘曇部（No1536-No1563）
  - 中観部（No1564-No1578）
  - 瑜伽部（No1579-No1627）
  - 論集部（No1628-No1692）
- 中国撰述部（No1693-No2184）
  - 経疏部（No1693-No1803）
  - 律疏部（No1804-No1815）
  - 論疏部（No1816-No1850）
  - 諸宗部（No1851-No2025）
  - 史伝部（No2026-No2120）
  - 事彙部（No2121-No2136）
  - 外教部（No2137-No2144）
  - 目録部（No2145-No2184）
- 日本撰述部（No2185-No2731）
  - 続経疏部（No2185-No2245）
  - 続律疏部（No2246-No2248）
  - 続論疏部（No2249-No2295）
  - 続諸宗部（No2296-No2700）
  - 悉曇部（No2701-No2731）
- 古逸部（No2732-No2864）
- 疑似部（No2865-No2920）

## 校勘
上述のごとく、大正蔵の底本は高麗版であるが、高麗版に未収の仏典の場合は他本が底本とされており、そのことは各テキストの脚注および「大正新脩大蔵経勘同目録」（『昭和法宝総目録』第1巻）で確認できる。また、底本に対する「宋本」「元本」「明本」などの校勘本も記号化して脚注に記されている。ただし、大正蔵、なかでも正編に関しては、月1冊という非常に速い間隔で毎月出版されており、校勘の際に原典にあたらずに、先行する『大日本校訂大蔵経』（縮蔵）の校勘をそのまま引き継いでいる場合が多い。
また、短期間に完成したこともあって、まま誤植が見られる点も、利用の際に考慮する必要がある。また、校勘の漏れが見られる箇所もある。また、大正蔵のテキストには、句点「。」のみによって区切りが施されている。これは、高麗版にしろ、他本にしろ、木版本である底本にはなかったものであり、大正蔵の編集で新たに加えられたものである。句点があることで、読みやすく使いやすいテキストとなった反面、誤植と同様、句点の打ち誤り、文意の通じない区切りがなされている場合も見られるので、その点も考慮する必要がある。

## 改訂
資金や人材の確保が難しく、長らく改訂が進んでいなかった。
2024年、刊行100周年を記念したシンポジウムにて、SATから人工知能を利用したOCR技術などを利用することでより効率的に改訂する『令和大蔵経』の構想が発表された。

## 出版・閲覧

### 書籍
- 『大正新脩大蔵経』（全88巻）1924-1932年 大正一切経刊行会 大蔵出版（普及版のみ販売中。四六倍判／ソフトカバー装）
  - 『インド部』（全32巻）
  - 『中国部』（全24巻）
  - 『日本部』（全29巻）
  - 『目録部』（全3巻）